# Петар Гигић
Петар Гигић (Приштина, 7. марта 1997) српски је фудбалер. Висок је 186 центиметара и игра у нападу.

## Репрезентација
У пролеће 2015, Гигић је наступио за селекцију Србије до 18 година на проверама против екипе Словачке. На првој од њих, одиграној 12. маја те године, он је у игру ушао у другом полувремену, те је у 81. минуту постигао погодак за своју екипу за коначних 1:1 на том сусрету. Два дана касније, био је стартер, али је током другог дела замењен, без конкретног учинка. Крајем истог месеца, селектор Бранислав Николић уврстио га је на списак млађе омладинске репрезентације и за међународни турнир у Лисабону. Тамо је уписао сва три наступа, против екипа Кине, Норвешке, односно домаће селекције. У децембру 2015, Гигић је позван у састав омладинске селекције Србије, те је наступио на пријатељском сусрету против екипе Италије.

## Статистика

#### Клупска
| Клуб        | Сезона   | Лига             | Лига    | Лига   | Национални куп | Национални куп | Европа  | Европа | Остало  | Остало | Укупно  | Укупно |
| Клуб        | Сезона   | Дивизија         | Наступа | Голова | Наступа        | Голова         | Наступа | Голова | Наступа | Голова | Наступа | Голова |
| ----------- | -------- | ---------------- | ------- | ------ | -------------- | -------------- | ------- | ------ | ------- | ------ | ------- | ------ |
|             |          |                  |         |        |                |                |         |        |         |        |         |        |
| ОФК Београд | 2014/15. | Суперлига Србије | 2       | 0      | —              | —              | —       | —      | —       | —      | 2       | 0      |
| ОФК Београд | 2015/16. | Суперлига Србије | 11      | 1      | 1              | 0              | —       | —      | —       | —      | 12      | 1      |
| ОФК Београд | 2016/17. | Прва лига Србије | 13      | 3      | 1              | 0              | —       | —      | —       | —      | 14      | 3      |
| ОФК Београд | Укупно   | Укупно           | 26      | 4      | 2              | 0              | —       | —      | —       | —      | 28      | 4      |
|             |          |                  |         |        |                |                |         |        |         |        |         |        |
| Мачва Шабац | 2017/18. | Суперлига Србије | 5       | 0      | 3              | 0              | —       | —      | —       | —      | 8       | 0      |
| Мачва Шабац | 2018/19. | Суперлига Србије | 25      | 7      | 2              | 0              | —       | —      | —       | —      | 27      | 7      |
| Мачва Шабац | 2019/20. | Суперлига Србије | 0       | 0      | —              | —              | —       | —      | —       | —      | 0       | 0      |
| Мачва Шабац | Укупно   | Укупно           | 30      | 7      | 5              | 0              | —       | —      | —       | —      | 35      | 7      |
|             |          |                  |         |        |                |                |         |        |         |        |         |        |
| Партизан    | 2019/20. | Суперлига Србије | 0       | 0      | 0              | 0              | 0       | 0      | —       | —      | 0       | 0      |
|             |          |                  |         |        |                |                |         |        |         |        |         |        |
| Каријера    | Каријера | Каријера         | 56      | 11     | 7              | 0              | 0       | 0      | —       | —      | 63      | 11     |

- Ажурирано 22. јула 2019. године.[4]